# Gare de Nielles-lès-Bléquin
La gare de Nielles-lès-Bléquin (anciennement gare de Nielles-lez-Bléquin) est une gare ferroviaire française (fermée) de la ligne de Saint-Omer à Hesdigneul, située sur le territoire de la commune de Nielles-lès-Bléquin dans le département du Pas-de-Calais, en région Nord-Pas-de-Calais. 
Elle est mise en service en 1874 par la Compagnie des chemins de fer du Nord-Est et fermée au service des voyageurs en 1959 par la Société nationale des chemins de fer français (SNCF) avant d'être désaffectée comme la section de voie sur laquelle elle se trouve.

## Situation ferroviaire
Établie à 125 mètres d'altitude, la gare de Nielles-lès-Bléquin est située au point kilométrique (PK) 88,163 de la ligne de Saint-Omer à Hesdigneul, entre les gares, de Lumbres et de Lottinghen (fermée).
Elle est située sur la section déclassée, du PK 81,930 au PK 101,850.

## Histoire
Le 31 mai 1872, il est prescrit une nouvelle étude pour la « station de Nielles-lez-Bléquin » dont l'emplacement a été approuvé le 17 août 1871. Elle est mise en service par la Compagnie des chemins de fer du Nord-Est, le 1er juin 1874 après l'inauguration officielle de la ligne le 25 mai 1874.
En 1878, un quai voyageurs est construit du côté opposé au bâtiment voyageurs.
En 1881, le Conseil Général obtient satisfaction pour la demande, formulée à plusieurs reprises, de la construction d'un « abri-marquise » sur le quai opposé au bâtiment. La Compagnie du Nord a présenté un projet qui a été approuvé par le ministre des travaux publics le 19 novembre 1880 (abri présent sur la photo prise vers 1900).
En 1908, elle devient une gare de croisement avec deux voies en gare du fait de l'ajout d'une voie d'évitement. On modifie et agrandit les installations du service local.
Le 15 juillet 1959 la gare est fermée au trafic voyageurs lors de la fermeture à ce service de la section de Saint-Omer à Desvres.

## Service des voyageurs
Gare fermée située sur une section de ligne déclassée.

## Patrimoine ferroviaire
En 2010, le bâtiment voyageurs d'origine, inoccupé depuis plusieurs années, existe toujours et est la propriété de Réseau ferré de France (RFF) qui a proposé de le vendre à la Communauté de communes du pays de Lumbres pour 30 000 euros. Lors de son conseil du 13 septembre 2010 les conseillers acceptent à l'unanimité les conditions de la vente et mandatent le président pour la signer. La réhabilitation du bâtiment est un projet inscrit dans le contrat de trois ans signé le 19 janvier 2011 avec le Conseil général du département.